# Маржинален анализ
Така нареченият маржинален анализ или буквално анализ на разликата е особено популярен и използван в отраслите и производствата, при които изменението на мащабите на производството и продажбите се отразяват чувствително върху величината на разходите. Той може да бъде определен като анализ на пределната точка, до която увеличаването на обемите е целесъобразно и доходоносно. Този анализ винаги е свързан и с намирането на най-доброто за фирмата равнище на цената, при което нарастването на производството и продажбите е най-изгодно. Или с други думи казано, маржиналният анализ има за цел да намери оптималната цена и съответно оптималното количество, които осигуряват максимална печалба. Целевата постановка е максимизирането на печалбата въз основа на най-доходоносната цена и количество (производство или продажби).

## Обект на Маржиналния анализ
Обект на маржиналния анализ също както и при анализа „break-even“ е зависимостта „разходи-приходи—печалба“. Той изследва отношението между тези показатели обаче от гледна точка на това с колко се променя величината на общите разходи, общите приходи и общата печалба в резултат на увеличаването на производството (или продажбите) с единица продукция. В тази връзка анализът въвежда и борави с понятията:
- Допълнителни (или пределни) разходи (marginal cost) – това е размерът на изменението на общите разходи при нарастване на производството с единица продукция. Или това, казано по друг начин, са допълнителните разходи за производството на едно изделие повече;
- Допълнителни (пределни) приходи (marginal revenue) – това са допълнително получените приходи в резултат на увеличаване на продажбите с единица;
- Допълнителна (пределна) печалба (marginal profit) – допълнително получената печалба за всяко увеличаване на продажбите с единица изделие.

Определянето на цената на основата на маржиналните разходи и приходи си поставя за цел да намери оптималното ценово равнище, което осигурява максимизиране на печалбата при достигане на оптималното количество (производство или продажби). Ценообразуването, основаващо се върху маржиналния анализ, трябва да определи коя е най-доходоносната цена въобще за целия обем на фирмените продажби, а не само по отношение на нарастването им. При маржиналния анализ по принцип се търси точката на максималната печалба, която има за координати оптималната цена и оптималното количество. Определянето на една-единствена точка обаче представлява на практика идеално положение, а не толкова реална възможност. Ето защо се счита, че по-правилно е да се търси зоната на стабилност около идеалния оптимум.
Маржиналният анализ се използва като аналитичен инструмент при различни конкурентни пазарни структури:
- В условията на свободна конкуренция отделните фирми нямат собствени ценови решения, пазарът е взел това решение и те продават само по пазарната цена. Те обаче трябва да решават кое е оптималното за тях количество. В този случай, за да намерят най-доходоносното равнище и мащаби на своята дейност, фирмите анализират динамиката на пределните си разходи и приходи.
- В условията на олигополен пазар фирмите, които фактически установяват пазарното равнище на цените (било като ценови лидери или поради значителния си пазарен дял) се стремят да определят оптималната цена на основата на маржиналните величини за разходите, приходите и печалбата. Приложението на маржиналния анализ при този тип пазар означава да се определи цената, която е достатъчно висока, за да осигурява на една фирма-олигополист възможности ефективно да разширява дейността си при дългосрочна тенденция за нарастване на пазарното търсене.
- При монополистичната конкуренция съществуват много опции за цена. Този, който взема ценовите решения във фирмата, трябва да прецени какъв е ефектът на алтернативите за цени върху общите приходи и върху печалбата. Тъкмо маржиналният анализ може да помогне да бъде намерена оптималната (най-доходоносната) цена както за пазара като цяло (при недиференциран маркетинг), така и за различните пазарни сегменти (при сегментиран маркетинг). При този тип пазар, обаче цената и количеството не са единствените начини за максимизиране на печалбата. По-активно за тази цел се използват другите елементи на маркетинговия микс – диференциране на продуктите и на съпътстващите ги услуги, стимулиране на продажбите, разнообразяване на формите и начините на плащане и други.